# Madragana Ben Aloandro
Madragana Ben Aloandro, depois de baptizada conhecida como Mor Afonso (Faro, Algarve, 1230 -?) foi companheira do rei D. Afonso III de Portugal depois de este ter dado por completa a Reconquista do território que forma Portugal tomando a cidade de Faro em 1249.
A cidade de Faro fazia parte do Reino Muçulmano do Algarve (Algarbe Alandalus) e era pai de Madragana Aloandro Ben Bakr, que era alcaide (cádi) e governador militar do Castelo de Faro. Por via das relações de Madragana com o rei Afonso III de Portugal, de quem teve cinco filhos resultou uma numerosa família que se tornou antecessora de quase todas as famílias reais e aristocráticas da Europa.
Depois de a paixão do rei desaparecer, Madragana casou-se com Fernão Rei, de quem teve uma filha devidamente documentada e chamada Sancha Fernandes. Pelas relações com o rei Afonso III de Portugal, rei católico e por ter filhos com este foi baptizada, tendo na altura recebido um novo nome, desta feita cristão, passando assim a chamar-se Maior Afonso ou Mor Afonso (sendo que o termo Mor era uma abreviatura de Maior, nome bastante comum entre as mulheres do Portugal medieval). O nome Afonso foi-lhe atribuído e significa "A filha de Afonso", o que segundo alguns historiadores pudera querer dizer que depois de ter filhos reais de D. Afonso III tornou-se ele seu padrinho por baptismo, transformando-a assim numa protegida sua.
Existe alguma controvérsia sobre o facto de ela ser de origem moura, pois existem historiadores que afirmam o contrário, Duarte Nunes de Leão, cronista real do Reino de Portugal durante o século XVI, assegura que Madragana era de origem muçulmana. Este facto no entanto é negado no século XVIII por António Caetano de Sousa, na sua obra História Genealógica da Casa Real Portuguesa. Deve no entanto ser dito que António Caetano estava a ser pago pelo rei D. João V de Portugal para escrever a referida história genealógica da casa real portuguesa pelo que esta informação, por ser pouco conveniente pode ter sido omitida, pondo assim a família Sousa a descender de Mor Afonso, que pertencia à linhagem real e se encontrava ligada às famílias aristocráticas mais importantes da corte. 

## Relações familiares
Foi filha de Aloandro Ben Bakr ou Aloandro Ben Bekar ou Ben Bakr, vulgarmente conhecido como Aloandro ou Aldroando Gil depois de se proceder ao seu baptismo. Aloandro e Bekar são as únicas formas portuguesas conhecida do seu nome no árabe original. Segundo os dados existentes foi um muladi dos Banu Harune.
Madragana é chamada nas antigas crónicas de Mourana ou Mourana Gil.
Madragana teve do rei D. Afonso III de Portugal:
1. D. Martim Afonso Chichorro (1250 - 1313), casado com Inês Lourenço de Valadares (ou de Sousa) (1250 -?), filha de Lourenço Soares de Valadares (1230 -?) e de Maria Mendes de Sousa (c. 1230 -), de quem descendem as famílias Sousa (Sousa de Arronches e Sousa do Prado) assim como as famílias Machado, Silveira Ramos e Faria Blanc.
2. D. Urraca Afonso de Portugal (c. 1260 -?), que foi casada por duas vezes, a primeira em 1265 com Pedro Anes Gago de Riba de Vizela (1240 - 1286) (seu primo, já que ambos descendiam de uma filha do rei D. Afonso I de Portugal e de sua amante Elvira Guálter, e de D. Sancho Nunes de Celanova (1070 - 1130) e da infanta Sancha Henriques, irmã desses mesmo rei), e cuja descendência se encontra extinta. D. Urraca foi casada segunda vez com D. João Mendes de Briteiros (c. 1250 -?), sendo que deste matrimónio existe una numerosa descendência, encontrando-se entre elas os Figueiredo, Loureiro, Bandeira, Cota, entre outras.

De Urraca Afonso descendem grande parte da aristocracia e grande parte das famílias reais europeias, seja por entremeio da Casa de Sousa por via dos condes de Miranda do Corvo, ou dos marqueses de Arronches e dos duques de Lafões, da família real portuguesa.
Entre os seus descendentes mais ilustres encontra-se D. Rui de Sousa, que corria o ano de 1494 negociou, escreveu e assinou o Tratado de Tordesilhas, em nome do rei, João II de Portugal. D. Rui foi acompanhado à corte castelhana pelo seu filho, D. João de Sousa, que também assinou o referido tratado.
Igualmente notáveis foram D. Martim Afonso de Sousa, Senhor de Mortágua, que participou na Batalha de Aljubarrota em 1385 e D. Martim Afonso de Sousa, que exerceu o cargo de governador do Brasil e de governador da Índia portuguesa durante o século XVI.
Algumas das famílias reais europeias que descendem de D. Urraca vão buscar a sua linhagem a Carlota de Mecklemburgo-Strelitz, avó da rainha Vitória I de Inglaterra por via dos casamentos dos membros da família real inglesa com outras casa reais europeias.